# Nejvyšší hory Severní Ameriky

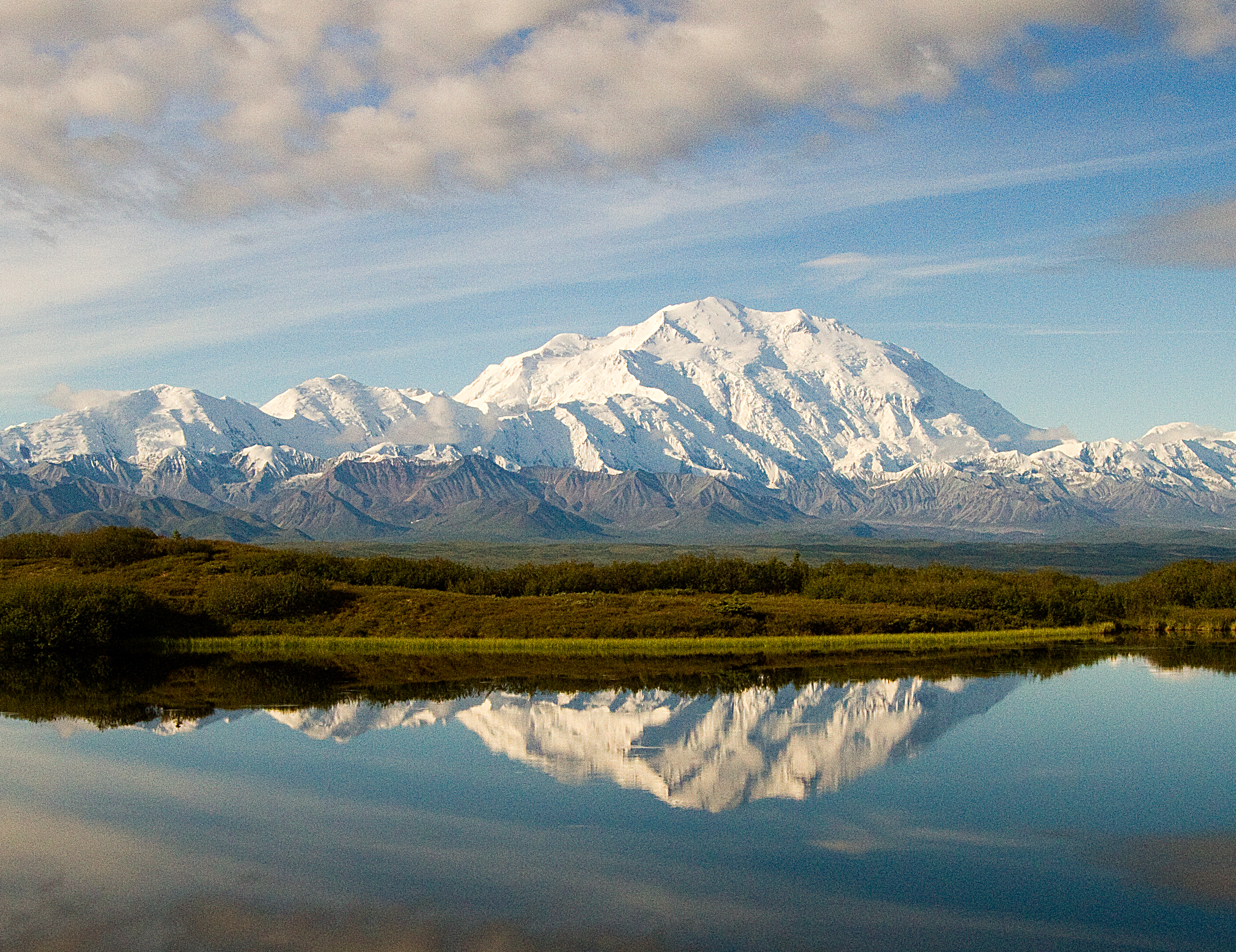
Denali

Nejvyšší hory Severní Ameriky. Nejvyšší horou Severní Ameriky je Denali (dříve Mount McKinley) v Aljašských horách. Má nadmořskou výšku 6 190 metru.
V Severní Americe má nadmořskou výškou vyšší než 6 000 metrů pouze Denali.
Další tři vrcholy s prominencí vyšší než 500 metrů jsou vyšší než 5 500 metrů, 11 hor má více než 5 000 metrů, 21 více než 4 500 metrů a 124 více než 4 000 metrů. Z jedenácti pětitisícovek s prominencí vyšší než 500 metrů leží šest v pohoří sv. Eliáše, tři v Neovulkanickém pohoří a dvě v Aljašských horách. Počítáme-li hory s prominencí vyšší než 150 metrů, nachází se v Severní Americe celkem 17 pětitisícovek. Většina v pohoří sv. Eliáše, celkem jedenáct. Tři leží v Aljašských horách a tři v mexickém Neovulkanickém pohoří.

## 70 nejvyšších hor Severní Ameriky

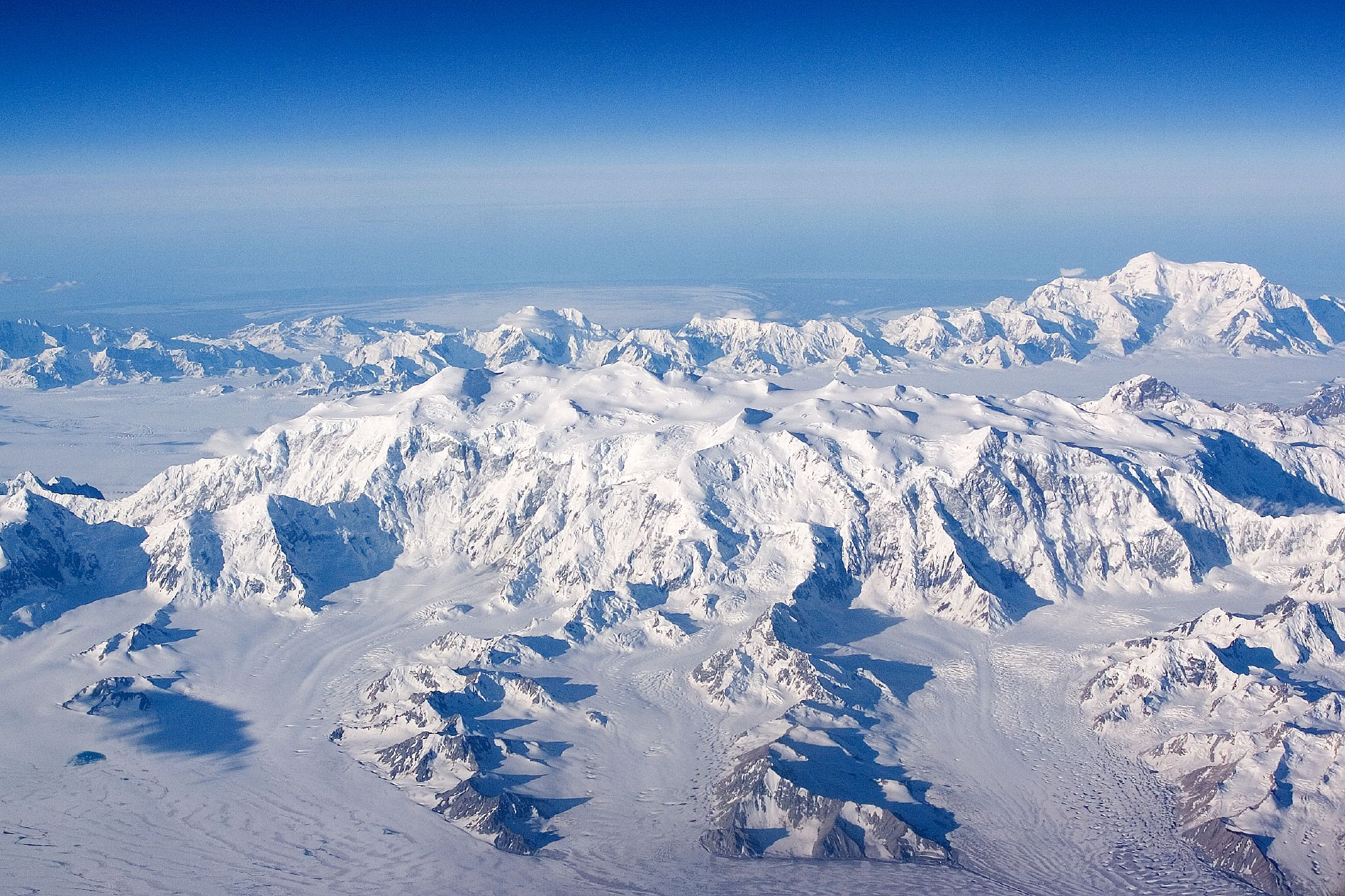
Mount Logan a Mount Saint Elias

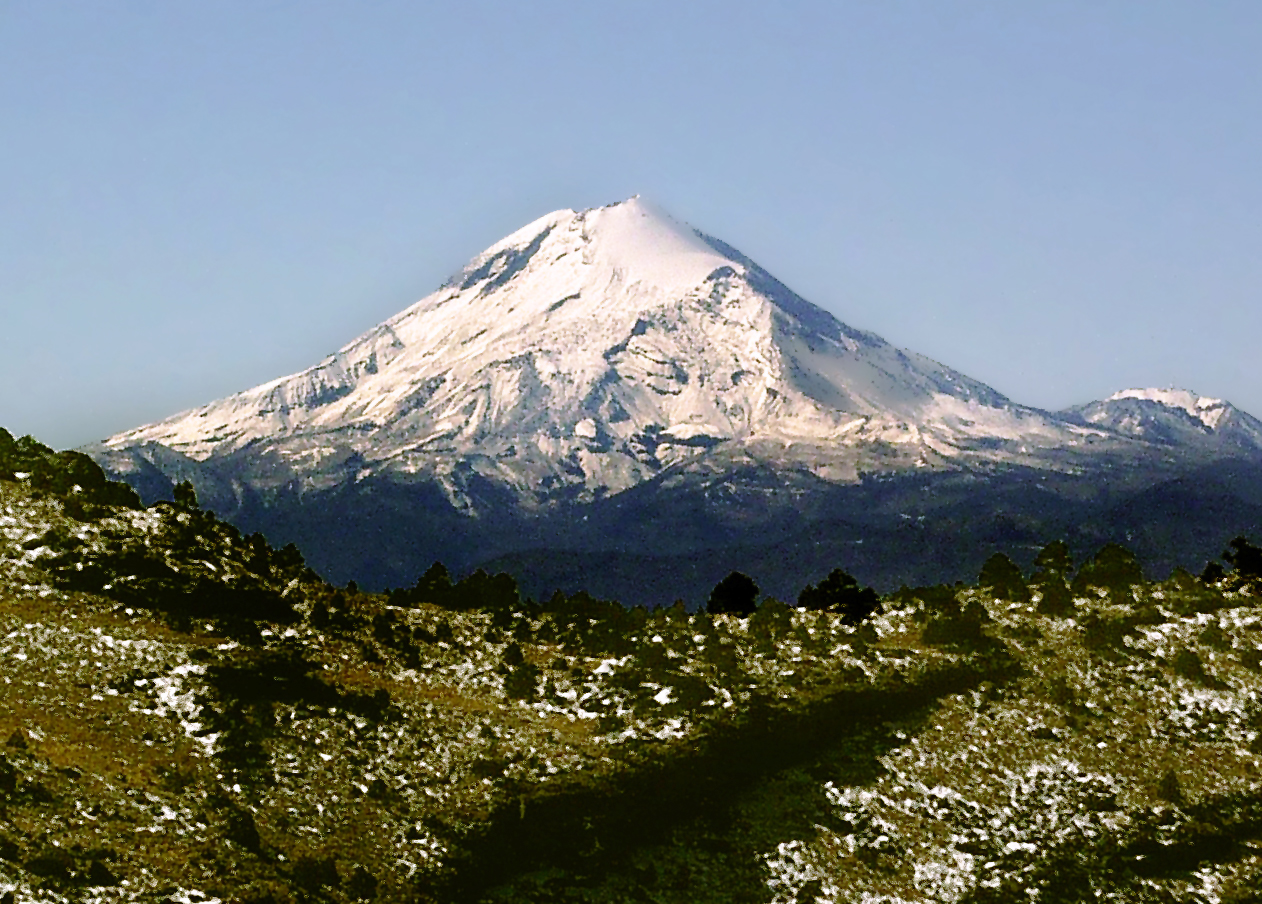
Pico de Orizaba

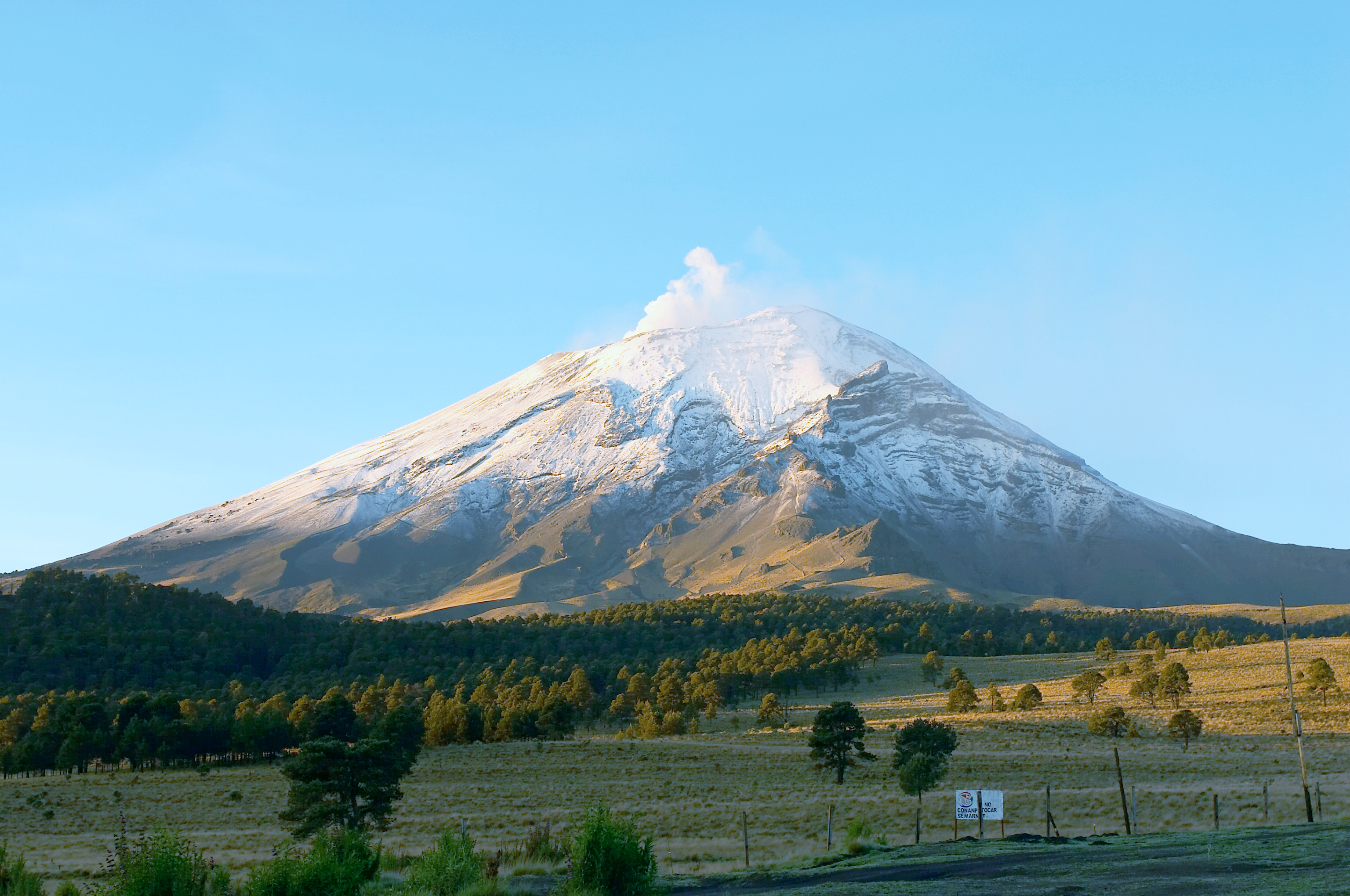
Popocatépetl

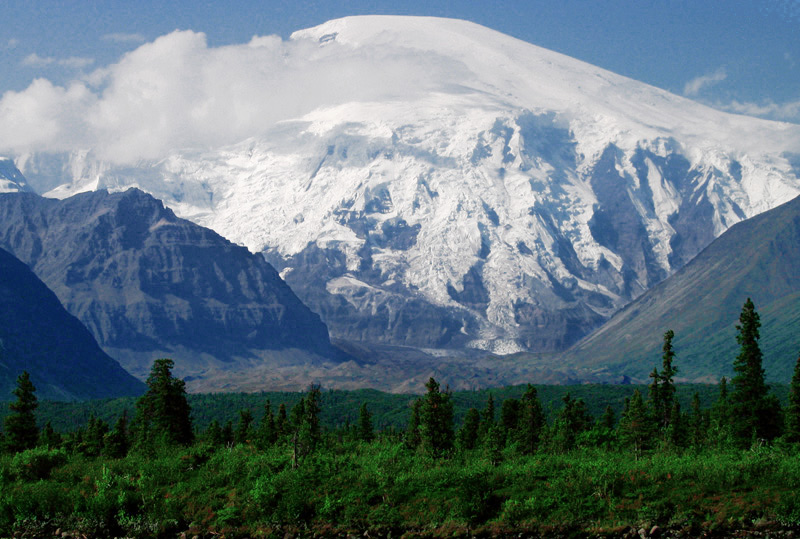
Mount Sanford

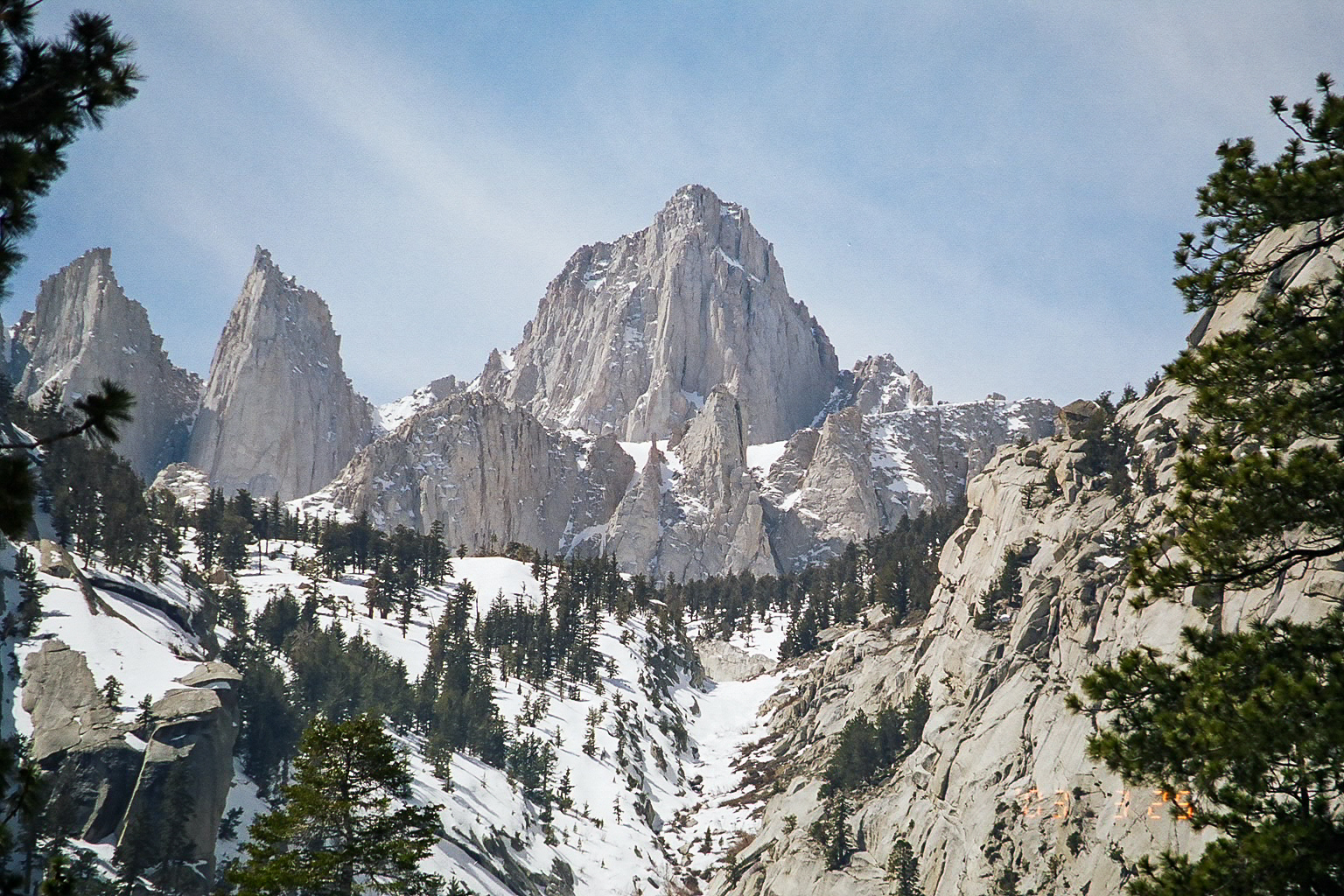
Mount Whitney

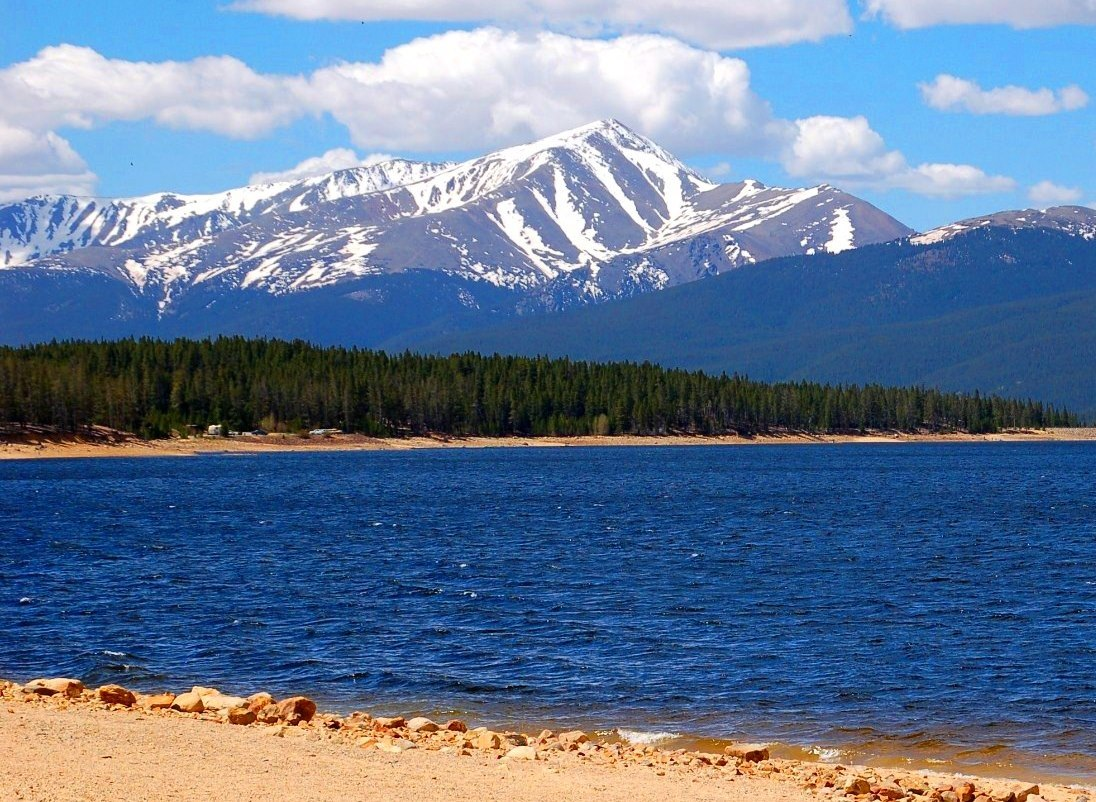
Mount Elbert

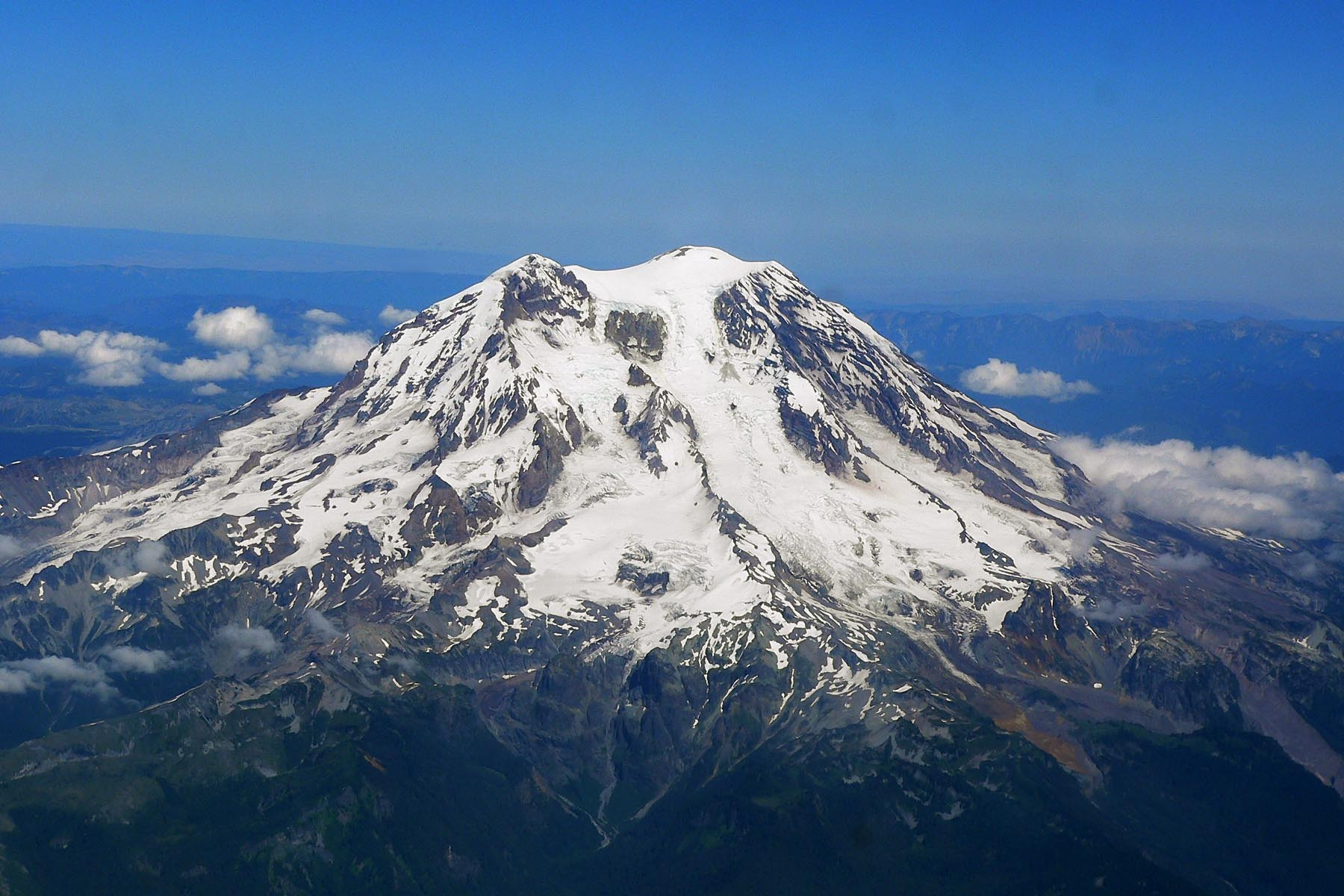
Mount Rainier

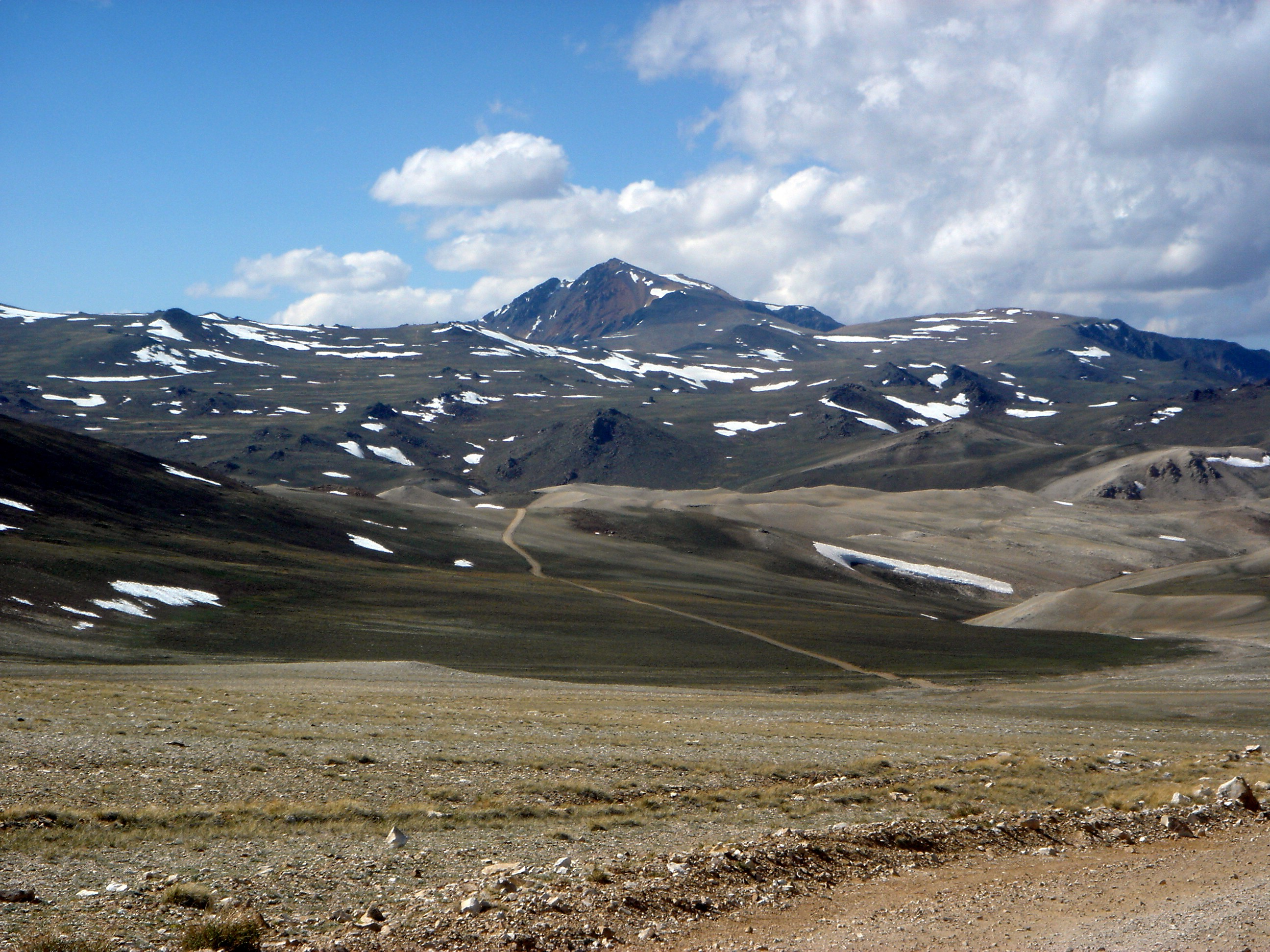
White Mountain Peak

Ve výčtu jsou zastoupeny pouze vrcholy s prominencí vyšší než 500 metrů.
|    | Vrchol                 | Region, země               | Pohoří                     | Výška (m) | Prominence (m) |
| -- | ---------------------- | -------------------------- | -------------------------- | --------- | -------------- |
| 1  | Denali                 | Aljaška                    | Aljašské hory              | 6 190     | 6 130          |
| 2  | Mount Logan            | Yukon                      | Pohoří sv. Eliáše          | 5 956     | 5 247          |
| 3  | Pico de Orizaba        | Puebla, Veracruz           | Neovulkanické pohoří       | 5 636     | 4 922          |
| 4  | Mount Saint Elias      | Aljaška , Yukon            | Pohoří sv. Eliáše          | 5 489     | 3 429          |
| 5  | Popocatépetl           | México, Morelos, Puebla    | Neovulkanické pohoří       | 5 410     | 3 033          |
| 6  | Mount Foraker          | Aljaška                    | Aljašské hory              | 5 304     | 2 210          |
| 7  | Mount Lucania          | Yukon                      | Pohoří sv. Eliáše          | 5 260     | 3 040          |
| 8  | Iztaccíhuatl           | México, Puebla             | Neovulkanické pohoří       | 5 230     | 1 560          |
| 9  | King Peak              | Yukon                      | Pohoří sv. Eliáše          | 5 173     | 1 073          |
| 10 | Mount Bona             | Aljaška                    | Pohoří sv. Eliáše          | 5 044     | 2 103          |
| 11 | Mount Steele           | Yukon                      | Pohoří sv. Eliáše          | 5 020     | 760            |
| 12 | Mount Blackburn        | Aljaška                    | Wrangellovo pohoří         | 4 996     | 3 548          |
| 13 | Mount Sanford          | Aljaška                    | Wrangellovo pohoří         | 4 949     | 2 343          |
| 14 | Mount Wood             | Yukon                      | Pohoří sv. Eliáše          | 4 860     | 1 200          |
| 15 | Mount Vancouver        | Yukon                      | Pohoří sv. Eliáše          | 4 812     | 2 712          |
| 16 | Mount Slaggard         | Yukon                      | Pohoří sv. Eliáše          | 4 742     | 522            |
| 17 | Nevado de Toluca       | México                     | Neovulkanické pohoří       | 4 690     | 2 225          |
| 18 | Mount Fairweather      | Aljaška , Britská Kolumbie | Pohoří sv. Eliáše          | 4 671     | 3 961          |
| 19 | Mount Hubbard          | Aljaška , Yukon            | Pohoří sv. Eliáše          | 4 557     | 2 457          |
| 20 | Mount Bear             | Aljaška                    | Pohoří sv. Eliáše          | 4 520     | 1 540          |
| 21 | Mount Walsh            | Yukon                      | Pohoří sv. Eliáše          | 4 506     | 1 366          |
| 22 | Mount Hunter           | Aljaška                    | Aljašské hory              | 4 442     | 1 418          |
| 23 | La Malintzin           | Puebla, Tlaxcala           | Neovulkanické pohoří       | 4 430     | 1 920          |
| 24 | Mount Whitney          | Kalifornie                 | Sierra Nevada              | 4 421     | 3 072          |
| 25 | Mount Alverstone       | Aljaška , Yukon            | Pohoří sv. Eliáše          | 4 420     | 594            |
| 26 | University Peak        | Aljaška                    | Pohoří sv. Eliáše          | 4 410     | 978            |
| 27 | Mount Elbert           | Colorado                   | Sawatch Range              | 4 401     | 2 072          |
| 28 | Mount Massive          | Colorado                   | Sawatch Range              | 4 398     | 598            |
| 29 | Mount Harvard          | Colorado                   | Sawatch Range              | 4 396     | 719            |
| 30 | Mount Rainier          | Washington                 | Kaskádové pohoří           | 4 394     | 4 026          |
| 31 | Mount Williamson       | Kalifornie                 | Sierra Nevada              | 4 383     | 511            |
| 32 | McArthur Peak          | Yukon                      | Pohoří sv. Eliáše          | 4 380     | 960            |
| 33 | Blanca Peak            | Colorado                   | Sangre de Cristo Mountains | 4 374     | 1 623          |
| 34 | La Plata Peak          | Colorado                   | Sawatch Range              | 4 372     | 560            |
| 35 | Uncompahgre Peak       | Colorado                   | San Juan Mountains         | 4 365     | 1 304          |
| 36 | Crestone Peak          | Colorado                   | Sangre de Cristo Mountains | 4 359     | 1 388          |
| 37 | Mount Lincoln          | Colorado                   | Mosquito Range             | 4 357     | 1 077          |
| 38 | Castle Peak            | Colorado                   | Elk Mountains              | 4 352     | 721            |
| 39 | Grays Peak             | Colorado                   | Front Range                | 4 352     | 844            |
| 40 | Mount Antero           | Colorado                   | Sawatch Range              | 4 351     | 763            |
| 41 | Mount Evans            | Colorado                   | Front Range                | 4 350     | 844            |
| 42 | Longs Peak             | Colorado                   | Front Range                | 4 346     | 896            |
| 43 | Mount Wilson           | Colorado                   | San Juan Mountains         | 4 344     | 1 227          |
| 44 | White Mountain Peak    | Kalifornie                 | Sierra Nevada              | 4 344     | 2 193          |
| 45 | North Palisade         | Kalifornie                 | Sierra Nevada              | 4 343     | 882            |
| 46 | Mount Princeton        | Colorado                   | Sawatch Range              | 4 329     | 664            |
| 47 | Mount Yale             | Colorado                   | Sawatch Range              | 4 328     | 578            |
| 48 | Mount Shasta           | Kalifornie                 | Kaskádové pohoří           | 4 322     | 2 979          |
| 49 | Maroon Peak            | Colorado                   | Elk Mountains              | 4 317     | 712            |
| 50 | Mount Wrangell         | Aljaška                    | Wrangellovo pohoří         | 4 317     | 711            |
| 51 | Mount Sneffels         | Colorado                   | San Juan Mountains         | 4 315     | 930            |
| 52 | Capitol Peak           | Colorado                   | Elk Mountains              | 4 309     | 533            |
| 53 | Pikes Peak             | Colorado                   | Front Range                | 4 302     | 1 686          |
| 54 | Windom Peak            | Colorado                   | San Juan Mountains         | 4 296     | 667            |
| 55 | Mount Augusta          | Aljaška , Yukon            | Pohoří sv. Eliáše          | 4 289     | 1 549          |
| 56 | Handies Peak           | Colorado                   | San Juan Mountains         | 4 285     | 582            |
| 57 | Culebra Peak           | Colorado                   | Sangre de Cristo Mountains | 4 283     | 1 481          |
| 58 | San Luis Peak          | Colorado                   | San Juan Mountains         | 4 274     | 949            |
| 59 | Mt. of the Holly Cross | Colorado                   | Sawatch Range              | 4 271     | 644            |
| 60 | Nevado de Colima       | Jalisco                    | Neovulkanické pohoří       | 4 270     | 2 720          |
| 61 | Grizzly Peak           | Colorado                   | Sawatch Range              | 4 266     | 588            |
| 62 | Mount Humphreys        | Kalifornie                 | Sierra Nevada              | 4 265     | 781            |
| 63 | Mount Keith            | Kalifornie                 | Sierra Nevada              | 4 262     | 590            |
| 64 | Mount Strickland       | Yukon                      | Pohoří sv. Eliáše          | 4 260     | 800            |
| 65 | Mount Ouray            | Colorado                   | Sawatch Range              | 4 255     | 810            |
| 66 | Vermilion Peak         | Colorado                   | San Juan Mountains         | 4 237     | 642            |
| 67 | Avalanche Peak         | Yukon                      | Pohoří sv. Eliáše          | 4 228     | 608            |
| 68 | Atna Peaks             | Aljaška                    | Wrangellovo pohoří         | 4 225     | 674            |
| 69 | Tajumulco              | San Marcos                 | Sierra Madre de Chiapas    | 4 220     | 3 990          |
| 70 | Regal Mountain         | Aljaška                    | Wrangellovo pohoří         | 4 220     | 1 340          |

## 30 nejvyšší hor Severní Ameriky s prominencí vyšší než 150 metrů

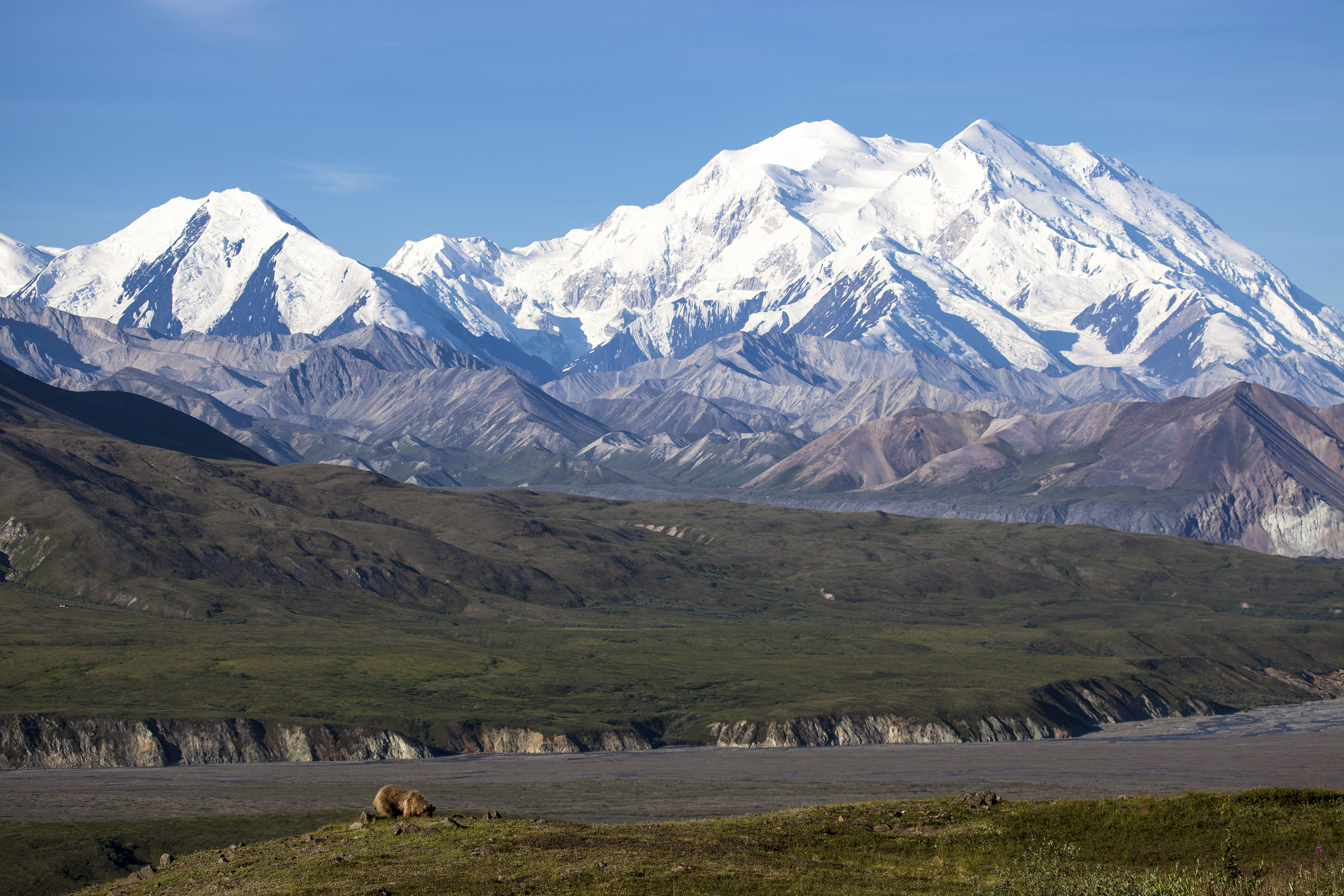
Vlevo Mount Brooks, ve středu Denali a vpravo Denali-North Peak

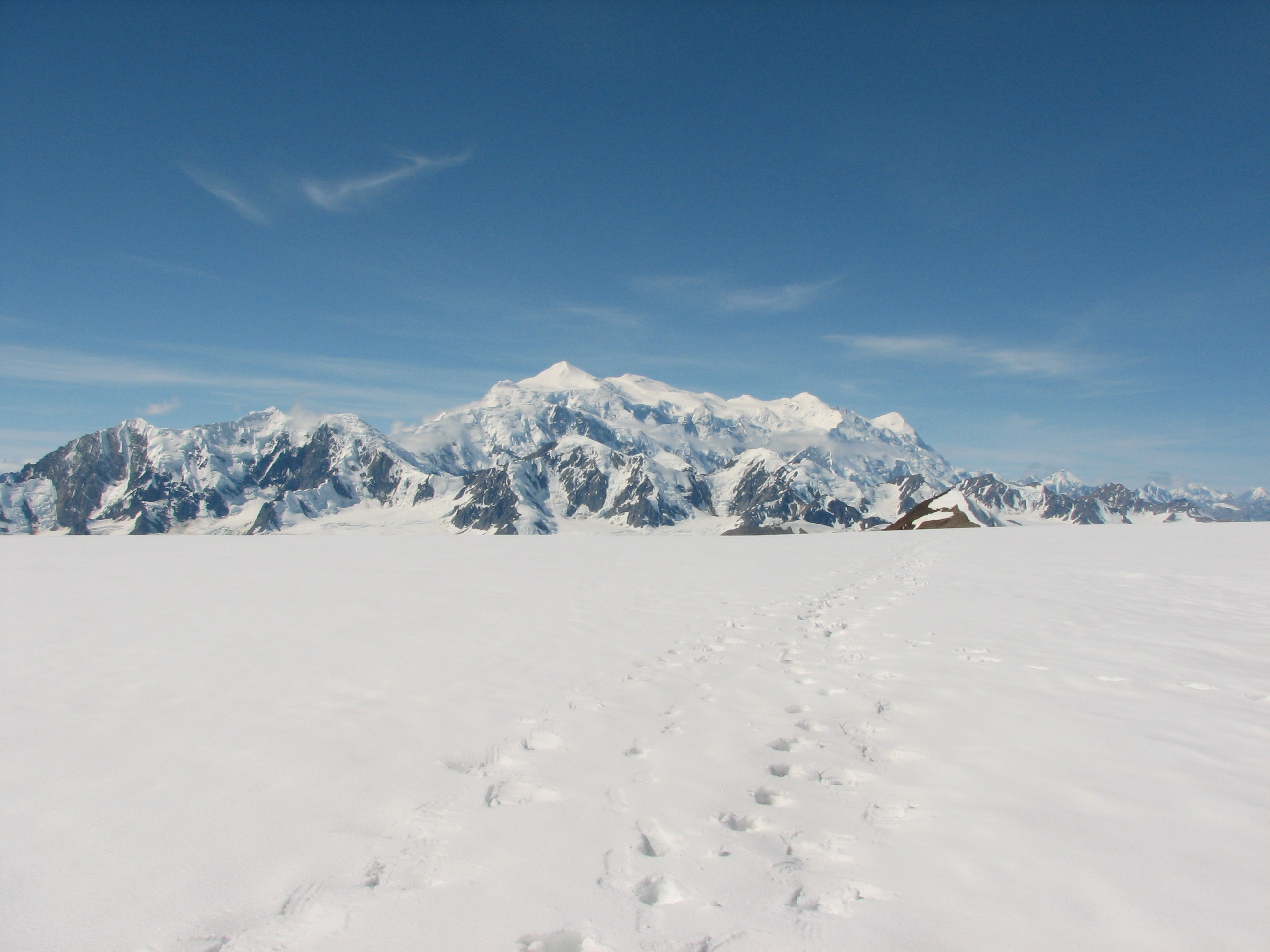
Mount Logan

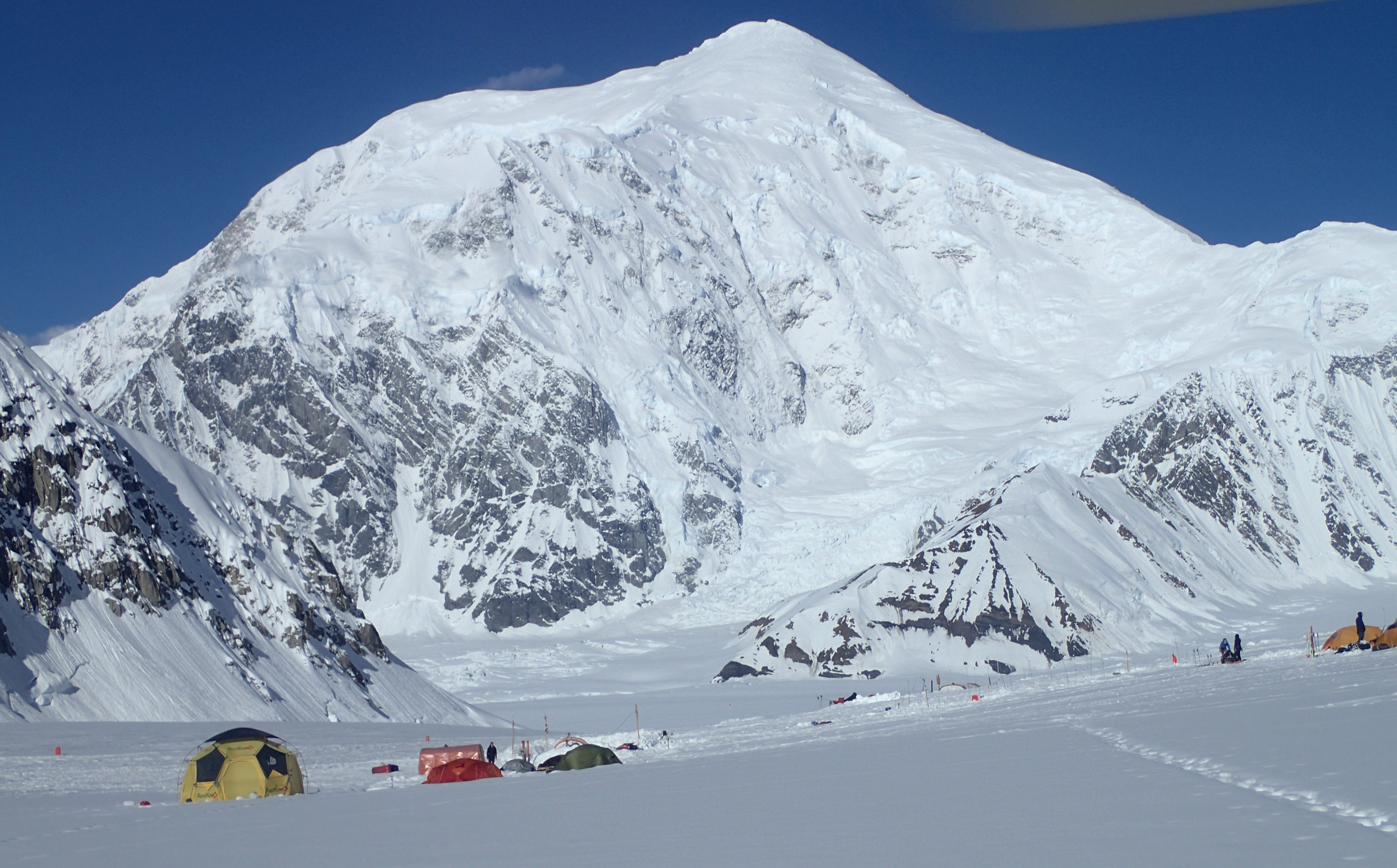
Mount Foraker

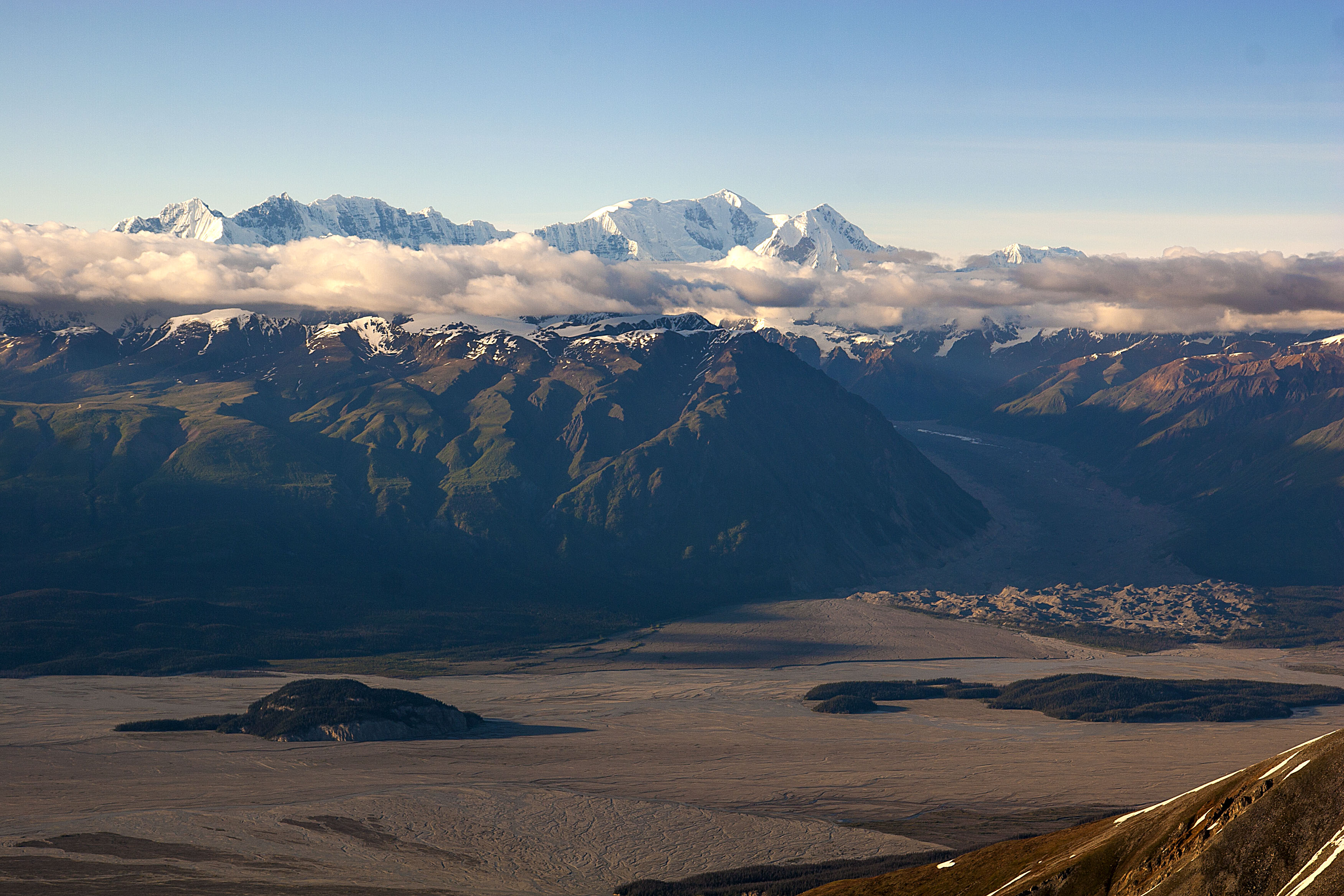
Mount Bona

Ve výčtu hor jsou zastoupeny pouze hory s prominencí vyšší než 150 metrů.
|    | Vrchol                       | Region, země               | Pohoří               | Výška (m) | Prominence (m) |
| -- | ---------------------------- | -------------------------- | -------------------- | --------- | -------------- |
| 1  | Denali                       | Aljaška                    | Aljašské hory        | 6 190     | 6 130          |
| 2  | Mount Logan                  | Yukon                      | Pohoří sv. Eliáše    | 5 956     | 5 247          |
| 3  | Denali-North Peak            | Aljaška                    | Aljašské hory        | 5 934     | 387            |
| 4  | Mount Logan-Philippe Peak    | Yukon                      | Pohoří sv. Eliáše    | 5 920     | 240            |
| 5  | Mount Logan-East Peak        | Yukon                      | Pohoří sv. Eliáše    | 5 898     | 178            |
| 6  | Mount Logan-Prospectors Peak | Yukon                      | Pohoří sv. Eliáše    | 5 644     | 324            |
| 7  | Pico de Orizaba              | Puebla, Veracruz           | Neovulkanické pohoří | 5 636     | 4 922          |
| 8  | Mount Logan-Tudor Peak       | Yukon                      | Pohoří sv. Eliáše    | 5 520     | 160            |
| 9  | Mount Saint Elias            | Aljaška , Yukon            | Pohoří sv. Eliáše    | 5 489     | 3 429          |
| 10 | Popocatépetl                 | México, Morelos, Puebla    | Neovulkanické pohoří | 5 410     | 3 033          |
| 11 | Mount Foraker                | Aljaška                    | Aljašské hory        | 5 304     | 2 210          |
| 12 | Mount Logan-Capet Peak       | Yukon                      | Pohoří sv. Eliáše    | 5 250     | 210            |
| 13 | Mount Lucania                | Yukon                      | Pohoří sv. Eliáše    | 5 260     | 3 040          |
| 14 | Iztaccíhuatl                 | México, Puebla             | Neovulkanické pohoří | 5 230     | 1 560          |
| 15 | King Peak                    | Yukon                      | Pohoří sv. Eliáše    | 5 173     | 1 073          |
| 16 | Mount Bona                   | Aljaška                    | Pohoří sv. Eliáše    | 5 044     | 2 103          |
| 17 | Mount Steele                 | Yukon                      | Pohoří sv. Eliáše    | 5 020     | 760            |
| 18 | Mount Blackburn              | Aljaška                    | Wrangellovo pohoří   | 4 996     | 3 548          |
| 19 | Mount Sanford                | Aljaška                    | Wrangellovo pohoří   | 4 949     | 2 343          |
| 20 | Mount Lucania-Atlantic Peak  | Yukon                      | Pohoří sv. Eliáše    | 4 879     | 239            |
| 21 | Mount Wood                   | Yukon                      | Pohoří sv. Eliáše    | 4 860     | 1 200          |
| 22 | Mount Vancouver              | Yukon                      | Pohoří sv. Eliáše    | 4 812     | 2 712          |
| 23 | Mount Wood-Northwest Peak    | Yukon                      | Pohoří sv. Eliáše    | 4 798     | 158            |
| 24 | Mount Churchill              | Aljaška                    | Pohoří sv. Eliáše    | 4 766     | 346            |
| 25 | Mount Slaggard               | Yukon                      | Pohoří sv. Eliáše    | 4 742     | 522            |
| 26 | Nevado de Toluca             | México                     | Neovulkanické pohoří | 4 690     | 2 225          |
| 27 | Mount Macaulay               | Yukon                      | Pohoří sv. Eliáše    | 4 680     | 440            |
| 28 | Mount Fairweather            | Aljaška , Britská Kolumbie | Pohoří sv. Eliáše    | 4 671     | 3 961          |
| 29 | Sierra Negra                 | Puebla                     | Neovulkanické pohoří | 4 580     | 490            |
| 30 | Mount Hubbard                | Aljaška , Yukon            | Pohoří sv. Eliáše    | 4 557     | 2 457          |

## 20 nejprominentnějších vrcholů Severní Ameriky

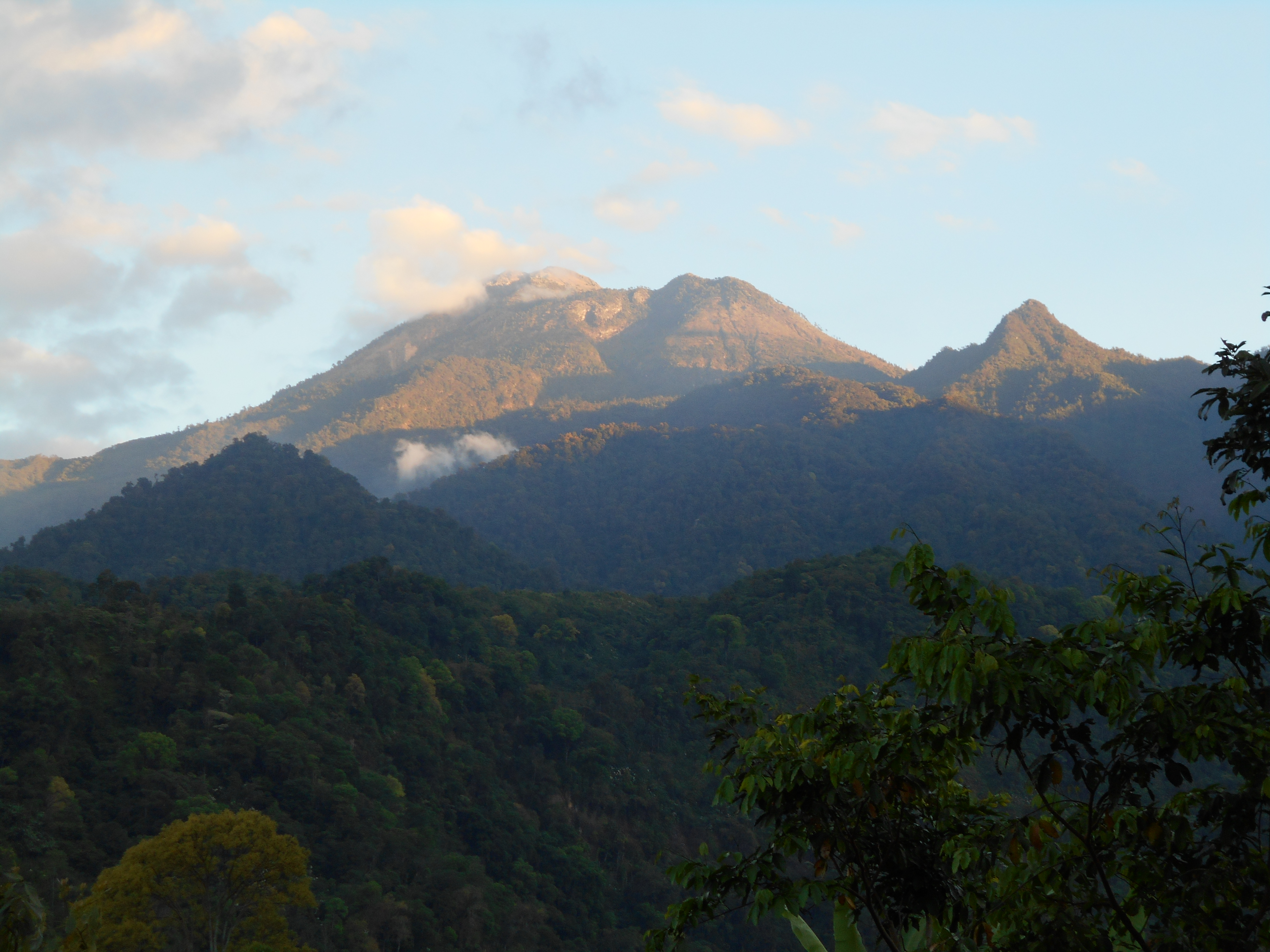
Tajumulco

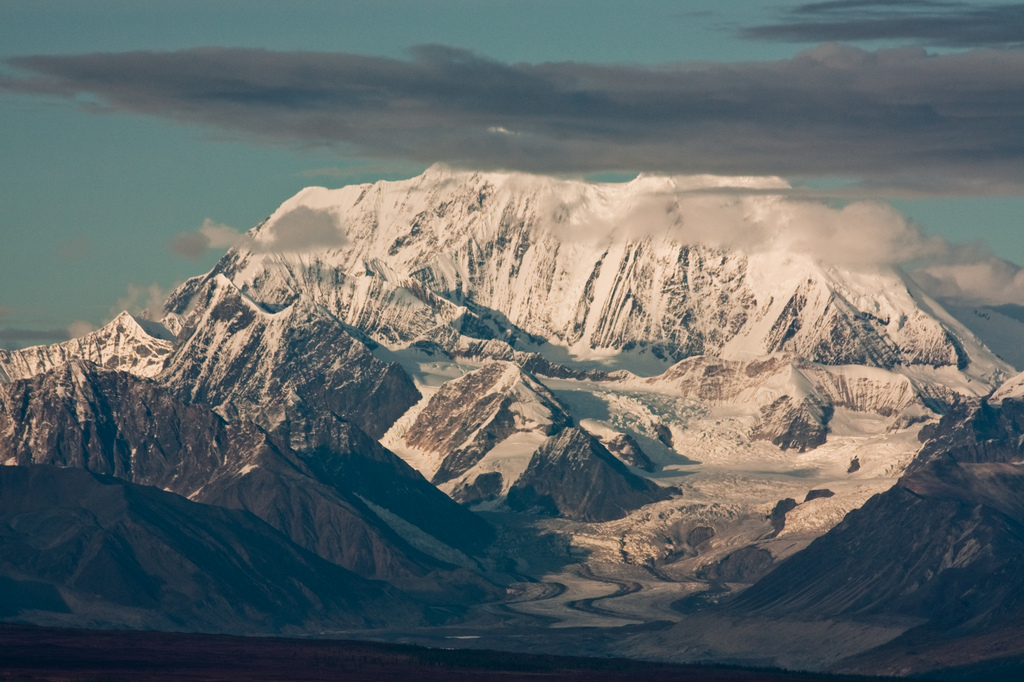
Mount Hayes

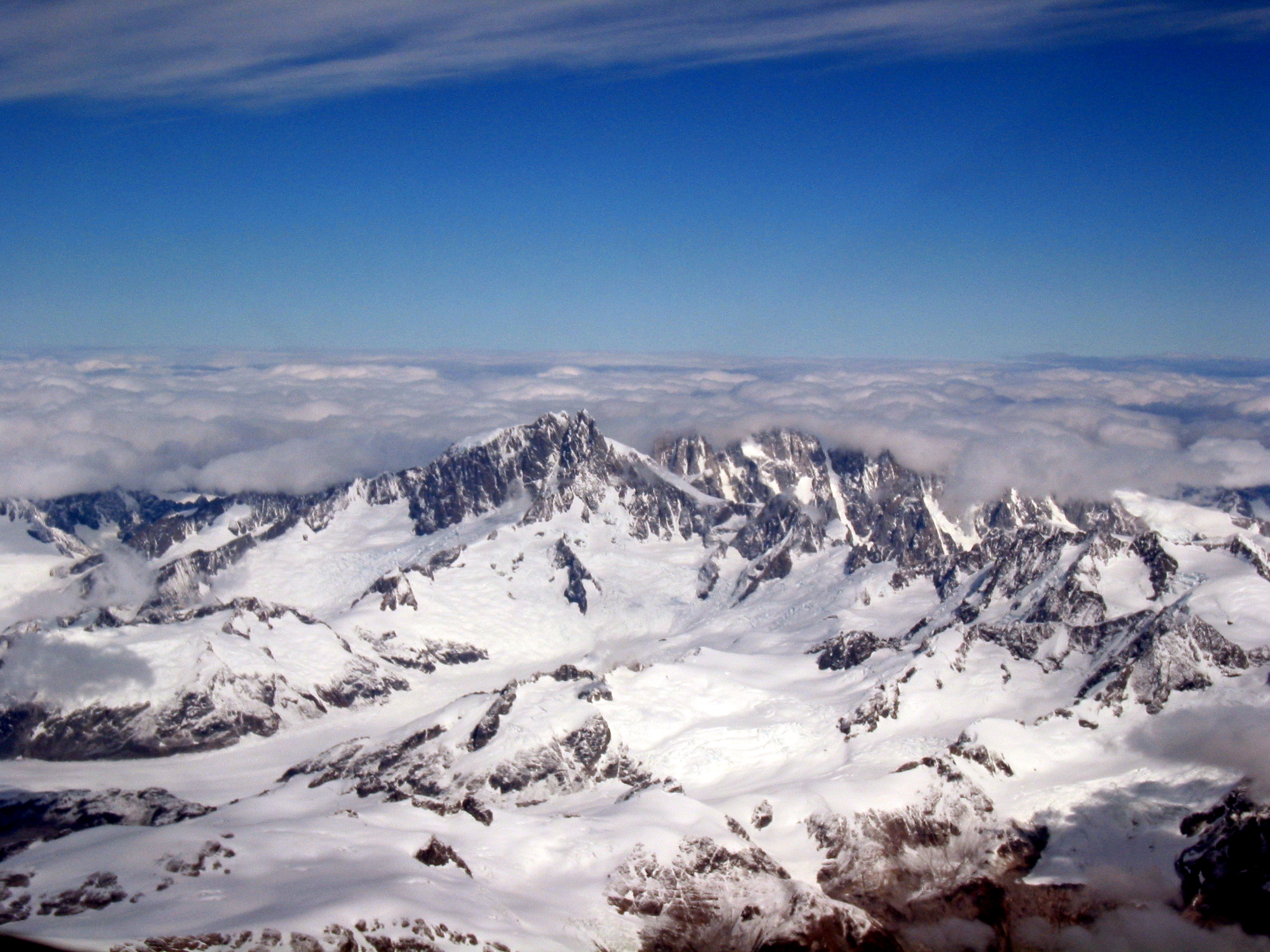
Mount Waddington

Ve výčtu jsou zastoupeny hory s nejvyšší prominencí v Severní Americe.
|    | Vrchol             | Region, země               | Pohoří                  | Výška (m) | Prominence (m) |
| -- | ------------------ | -------------------------- | ----------------------- | --------- | -------------- |
| 1  | Denali             | Aljaška                    | Aljašské hory           | 6 190     | 6 130          |
| 2  | Mount Logan        | Yukon                      | Pohoří sv. Eliáše       | 5 956     | 5 247          |
| 3  | Pico de Orizaba    | Puebla, Veracruz           | Neovulkanické pohoří    | 5 636     | 4 922          |
| 4  | Mount Rainier      | Washington                 | Kaskádové pohoří        | 4 394     | 4 026          |
| 5  | Tajumulco          | San Marcos                 | Sierra Madre de Chiapas | 4 220     | 3 980          |
| 6  | Mount Fairweather  | Aljaška , Britská Kolumbie | Pohoří sv. Eliáše       | 4 671     | 3 961          |
| 7  | Cerro Chirripó     | Cartago, Limón, San José   | Cordillera de Talamanca | 3 819     | 3 755          |
| 8  | Gunnbjørn Fjeld    | Sermersooq                 | Watkins Bjerge          | 3 694     | 3 694          |
| 9  | Mount Blackburn    | Aljaška                    | Wrangellovo pohoří      | 4 996     | 3 548          |
| 10 | Mount Hayes        | Aljaška                    | Aljašské hory           | 4 216     | 3 500          |
| 11 | Mount Saint Elias  | Aljaška , Yukon            | Pohoří sv. Eliáše       | 5 489     | 3 429          |
| 12 | Mount Waddington   | Britská Kolumbie           | Pobřežní hory           | 4 019     | 3 289          |
| 13 | Mount Marcus Baker | Aljaška                    | Chugach Mountains       | 4 016     | 3 269          |
| 14 | Pico Duarte        | Santiago                   | Cordillera Central      | 3 098     | 3 098          |
| 15 | Mount Whitney      | Kalifornie                 | Sierra Nevada           | 4 421     | 3 072          |
| 16 | Mount Lucania      | Yukon                      | Pohoří sv. Eliáše       | 5 260     | 3 040          |
| 17 | Popocatépetl       | México, Morelos, Puebla    | Neovulkanické pohoří    | 5 410     | 3 033          |
| 18 | Mount Shasta       | Kalifornie                 | Kaskádové pohoří        | 4 322     | 2 979          |
| 19 | Monarch Mountain   | Britská Kolumbie           | Pacific Ranges          | 3 555     | 2 915          |
| 20 | Mount Shishaldin   | Aljaška                    | Aleutské pohoří         | 2 869     | 2 869          |